# Big Brother Trouble
Big Brother Trouble es una película estadounidense de 2000 dirigida por Ralph E. Portillo y distribuida por Monarch Home Video.

## Sinopsis
Mitch Dobson (Michal Suchanek), un niño de 11 años, quien quiere ser el mejor jugador de fútbol del mundo, pero su hermano mayor Sean (Shad Hart), de 16 años, no se lo hará fácil. Mitch conoce a Gwen (Lindsey Brooke) una chica guapa de 16 años, que acaba de mudarse con su padre, el Oficial Stacey (Dick Van Patten). Mitch intentará que Gwen le preste atención a él y no a Sean. 

## Reparto
- Michal Suchánek - Mitch Dobson
- Shad Hart - Sean Dobson
- Mario Lopez - Entrenador
- Lindsey Brooke - Gwen Stacey
- Dick Van Patten - Oficial Stacey
- Bo Hopkins - Oddo
- Eric Ian Goldberg - Josh
- Kenneth Schmidt - Peter

## Doblaje
| Actor            | Papel        |
| ---------------- | ------------ |
| Linda Herold     | Mitch Dobson |
| Jesús Barrero    | Sean Dobson  |
| Azucena Martínez | Josh         |
| Ángel Aragón     | Oddo         |

- Datos: Q4905376